# Wired (álbum)
Wired es el segundo álbum de estudio del guitarrista británico Jeff Beck, publicado por Epic Records en 1976. Este álbum instrumental alcanzó la posición n.º 16 en la lista Billboard 200 y logró la certificación de disco de platino por la RIAA.

## Lista de canciones
| Lado A |                           |          |  |
| N.º    | Título                    | Duración |  |
| 1.     | «Led Boots»               | 4:03     |  |
| 2.     | «Come Dancing»            | 5:55     |  |
| 3.     | «Goodbye Pork Pie Hat»    | 5:31     |  |
| 4.     | «Head for Backstage Pass» | 2:43     |  |

| Lado B |                 |          |  |
| N.º    | Título          | Duración |  |
| 1.     | «Blue Wind»     | 5:54     |  |
| 2.     | «Sophie»        | 6:31     |  |
| 3.     | «Play with Me»  | 4:10     |  |
| 4.     | «Love Is Green» | 2:30     |  |

## Créditos
- Jeff Beck – guitarra
- Max Middleton – guitarra, teclados
- Jan Hammer – sintetizador, batería
- Wilbur Bascomb – bajo
- Narada Michael Walden – batería
- Richard Bailey – batería
- Ed Greene – percusión

## Posicionamiento
| Gráfica (1976)                 | Pico de posición |
| ------------------------------ | ---------------- |
| Australia (Kent Music Report)  | 17               |
| Canadá (RPM Top Albums/CDs)    | 14               |
| Estados Unidos (Billboard 200) | 16               |
| Japón (Oricon Albums Chart)    | 7                |
| Reino Unido (UK Albums Chart)  | 38               |

## Certificaciones y ventas
| País                  | Certificación | Ventas    |
| --------------------- | ------------- | --------- |
| Canadá (Music Canada) | Oro           | 50,000    |
| Estados Unidos (RIAA) | Platino       | 1,000,000 |